# Тоніно Цугареллі
Тоніно Цугареллі (італ. Tonino Zugarelli; нар. 17 січня 1950) — колишній італійський тенісист.
Найвищу одиночну позицію світового рейтингу — 24 місце досяг 12 червня 1977 року.
Здобув 1 одиночний та 1 парний титул.
Найвищим досягненням на турнірах Великого шолома було 4 коло в одиночному розряді.
Завершив кар'єру 1983 року.

## Фінали циклу Гран-прі

### Одиночний розряд (1)
| Результат | W/L | Дата     | Турнір            | Покриття | Суперник           | Рахунок            |
| --------- | --- | -------- | ----------------- | -------- | ------------------ | ------------------ |
| Перемога  | 1–0 | Лип 1976 | Swedish Open 1976 | Ґрунт    | Коррадо Барадзутті | 4–6, 7–5, 6–2      |
| Поразка   | 1–1 | Тра 1977 | Рим, Італія       | Ґрунт    | Вітас Ґерулайтіс   | 2–6, 6–7, 6–3, 6–7 |

### Парний розряд (1)
| Результат | W/L | Дата     | Турнір                | Покриття | Партнер            | Суперники                          | Рахунок       |
| --------- | --- | -------- | --------------------- | -------- | ------------------ | ---------------------------------- | ------------- |
| Поразка   | 0–1 | Бер 1975 | Munich WCT, Німеччина | Килим    | Коррадо Барадзутті | Боб Г'юїтт Фрю Макміллан           | 3–6, 4–6      |
| Поразка   | 0–2 | Бер 1976 | Валенсія, Іспанія     | Ґрунт    | Коррадо Барадзутті | Хуан Хісберт стар. Мануель Орантес |               |
| Поразка   | 0–3 | Січ 1978 | Балтимор, США         | Килим    | Роджер Тейлор      | Фрю Макміллан Фред Макнеер         | 3–6, 5–7      |
| Перемога  | 1–3 | Чер 1978 | Брюссель, Бельгія     | Ґрунт    | Жан-Луї Ейє        | Онні Парун Владімір Зеднік         | 6–3, 4–6, 7–5 |
| Поразка   | 1–4 | Лис 1978 | Болонья, Італія       | Килим    | Жан-Луї Ейє        | Пітер Флемінг Джон Макінрой        | 1–6, 4–6      |
| Поразка   | 1–5 | Лип 1979 | Кіцбюель, Австрія     | Ґрунт    | Дік Крілі          | Желько Франулович Гайнц Ґюнтгардт  | 2–6, 4–6      |